# 루이 드 뤽상부르생폴
루이 드 뤽상부르(프랑스어: Louis de Luxembourg,1418년–1475년 12월 19일)는 룩셈부르크가의 리니 방계 가문계 출신의 생폴, 브리엔 백작이자 프랑스의 콘네타블이다.
루이는 피에르 1세 드 뤽상부르와 마르그리트 데 보 사이에 태어난 장자이다. 그의 여동생 자클린은 제 1대 베드포드 공작 랭커스터의 존과 혼인한 걸로 알려진 자퀘타 룩셈부르크이며, 루이는 잉글랜드의 장미 전쟁에서 초기 랭커스터 가의 지지자 중 하나였다.
그는 작은 아버지이자 루이를 자신의 영지의 후계자로 지명한 장 2세 드 뤽상부르리니에 의해 키워졌다. 하지만 프랑스의 군주 샤를 7세는 1441년에 장 2세가 사망하자, 그의 영지를 몰수하였다. 이 결과로, 루이는 프랑스와과의 화해를 모색했고 적절한 절차에 따라 그의 유산은 그에게로 회복되었다. 그러나 기즈 백국은 샤를 4세 뒤 멘이 차지하였다. 그 일은 루이의 자매인 이자벨을 멘 백작과 혼인시키기로 하고 그녀의 지참금으로서 그 논란의 영지를 받기로 동의하면서 문제가 해결되었다.
루이는 장차 프랑스의 군주 루이 11세가 되고 플랑드르, 노르망디에서 그와 싸우게 되는 도팽 루이와 절친한 친구가 되었다. 하지만1465년에 왕의 동생인 베리 공작 샤를이 있는 공익 동맹에 참여하면서, 현 왕이자 친구와의 우정은 깨지고 말았다. 몽레리 전투에서, 그는 용담공 샤를의 군대의 선두를 이끌었으며, 나중에 루이 11세에 의해 프랑스의 콘네타블이 되었다. 콩플랑 조약으로 전쟁이 끝났으며, 루이는 왕의 형수인 마리아 디 사보이아와 결혼하게 된다.
이후에도 그는 샤를루아 백작 샤를과 결혼을 통해 생긴 그의 조카 에드워드 4세와 음모를 꾸미며 고집스럽게 왕에게 충성을 하지 않았다. 최후의 반역은 1474년 루이가 백년 전쟁 재개에서 프랑스를 분할하기로 잉글랜드의 에드워드 4세와 협약을 이미 마친 용담공 샤를에게 접근하면서 발생했다. 그 계획은 루이 11세를 살해하고 프랑스를 루이, 부르고뉴 공작, 브르타뉴 공작, 부르봉 공작, 나무르 공작, 멘 백작, 에드워드가 프랑스를 재분할 하는 것이였다. 루이는 그리하여 이 음모에 다른 정계 인사들을 끌어들였다.
이 모든 것은 1475년 8월 루이 11세와 에드워드 4세가 피퀴니 조약을 맺으며 흐트러졌다. 이로 인해 분노한 루이는 에드워드에게 "비겁하고, 명예롭지 못한 소인배 왕"이라는 비난을 퍼부은 경솔한 서신을 보냈다. 에드워드는 필요로 할만한 증거들을 모아 즉시 루이 11세에게 서신을 보냈다. 한 서신 전달자가 음모자에게 도착하여, '프랑스의 왕이 그의 목을 필요로 한다'라는 내용을 담은 문서를 가져왔다. 그는 1475년 9월에 체포되었으며, 그 후 바스티유 감옥에 투옥되었다. 처형은 다음 12월에 이뤄졌다. 루이 11세의 통치 시기 수석 연대기 작가인 필리프 드 코민은 루이에 대해 "그는 프랑스 군주와 부르고뉴 공작 사이의 교전에서 그의 권력을 늘리려 하려 했기에 신이 배반하였다."라고 남겼다.
1468년부터 1472년까지 그의 담당사제는 번역가이자 작가 필경사로 유명한 장 미에로다.
루이 드 뤽상부르는 잔 드 바르, 마리아 디 사보이아와 결혼하며 모두 두 차례의 혼인을 했다. 그는 9명의 적자를 두었고 그 중에는 다음이들이 포함된다:
- 장 드 뤽상부르수아송
- 피에르 2세 드 뤽상부르
- 자클린(Jacqueline) : 필리프 1세 드 크루이와 혼인
- 앙투안 드 뤽상부르

## 참고 자료
- The Memoirs of Philippe de Commines are a major source on the life of Louis de Luxembourg, Count of Saint-Pol.